# Coupe du monde de saut d'obstacles 1987-1988
Navigation
Édition précédente Édition suivante
La coupe du monde de saut d'obstacles 1987-1988 est la 10e édition de la coupe du monde de saut d'obstacles organisée par la FEI. La finale se déroule à Göteborg (Suède), en avril 1988.

## Classement après la finale
| Pos. | Cavalier         | Nationalité | Cheval    |
| ---- | ---------------- | ----------- | --------- |
| 1    | Ian Millar       | Canada      | Big Ben   |
| 2    | Pierre Durand    | France      | Jappeloup |
| 3    | Philippe Lejeune | Belgique    | Nistria   |